# Zybuliw
Zybuliw (ukrainisch Цибулів; russisch Цибулев Zibulew) ist eine Siedlung städtischen Typs im Westen der ukrainischen Oblast Tscherkassy mit etwa 3500 Einwohnern.

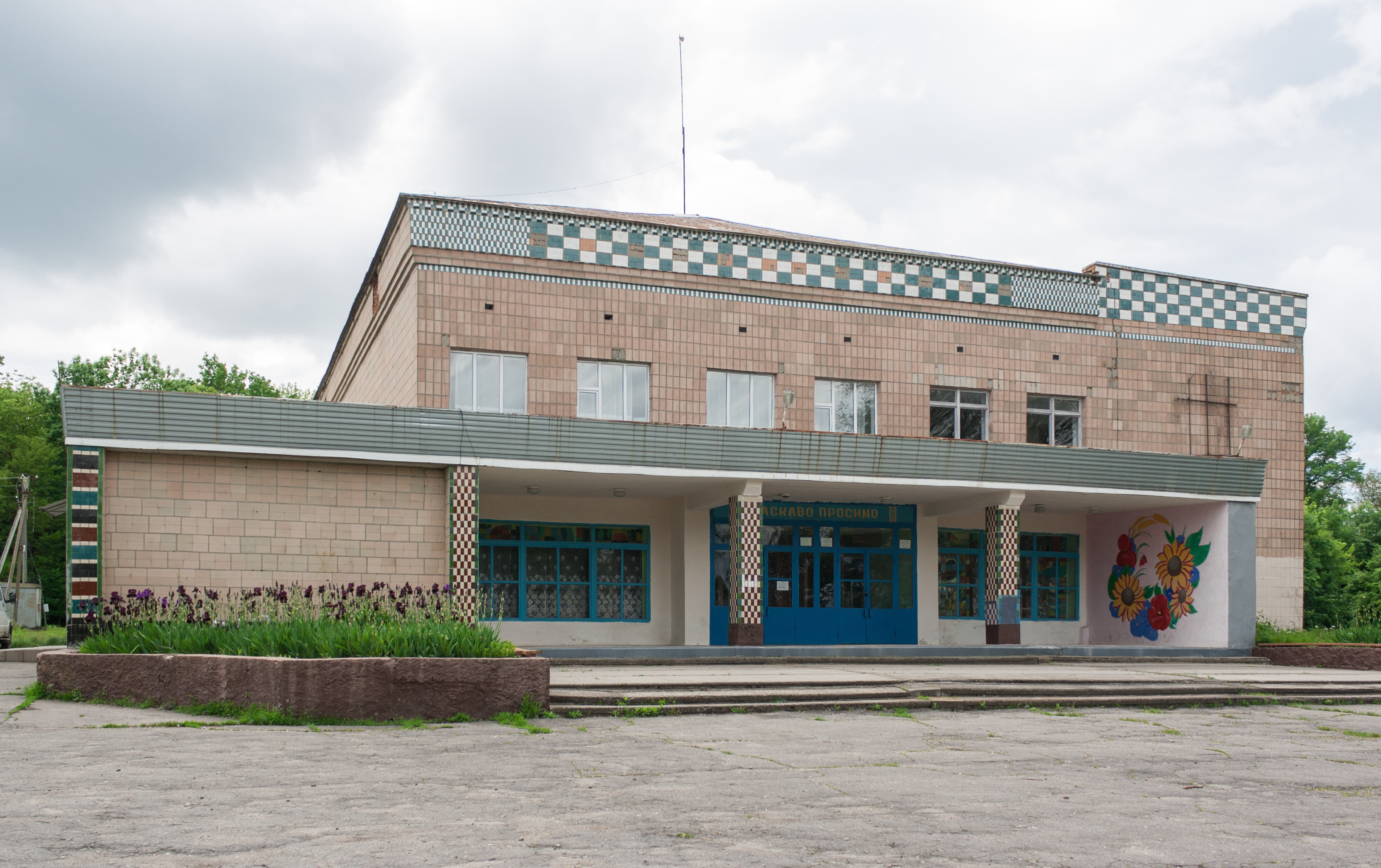
Kulturhaus im Ort

Die Siedlung liegt im Rajon Uman an der Territorialstraße T–24–03 215 km westlich vom Oblastzentrum Tscherkassy und 12 km nördlich vom ehemaligen Rajonzentrum Monastyryschtsche. 1965 erhielt die Ortschaft den Status einer Siedlung städtischen Typs.
Am 12. Juni 2020 wurde die Siedlung ein Teil der neugegründeten Stadtgemeinde Monastyryschtsche, bis dahin bildete sie zusammen mit dem Dorf Antonina (Антоніна) die Siedlungsratsgemeinde Zybuliw (Цибулівська селищна рада/Zybuliwska selyschtschna rada) im Norden des Rajons Monastyryschtsche.
Am 17. Juli 2020 kam es im Zuge einer großen Rajonsreform zum Anschluss des Rajonsgebietes an den Rajon Uman.